# Howearion belli
Howearion belli är en snäckart som beskrevs av Tom Iredale 1944. Howearion belli ingår i släktet Howearion och familjen Helicarionidae. Inga underarter finns listade i Catalogue of Life.